# Camiel Laureys
Camiel Laureys (1886 - 1978) was een Belgisch politicus voor het Katholiek Verbond van België.

## Levensloop
Laureys was voorzitter van het lokaal en arrondissementeel Christelijk Werkersverbond.
Na de bevrijding volgde hij te Herentals oorlogsburgemeester Theodoor Willemyns op. Een functie die hij vervulde tot Jan-Baptist Rombauts zijn vooroorlogse mandaat opnieuw opnam.
Hij kreeg zijn laatste rustplaats op de Stedelijke begraafplaats van Herentals.